# Seattle SuperSonics
Seattle SuperSonics (oder vereinfacht Sonics) waren ein US-amerikanisches professionelles Basketballteam aus Seattle (Washington). Sie waren Teil der Pacific und Northwest Divisionen der National Basketball Association (NBA) von 1967 bis 2008. Nach der Saison 2007/08 zog das Franchise nach Oklahoma City um und spielt heutzutage unter dem Namen Oklahoma City Thunder.
Sam Schulman war von der Gründung 1967 bis ins Jahr 1983 Eigentümer des Teams. Auf ihn folgte Barry Ackerley (1983–2001) und die Basketball Club of Seattle LLP, angeführt vom Aufsichtsratsvorsitzenden, Präsidenten und CEO von Starbucks, Howard Schultz (2001–2006). Am 18. Juli 2006 verkaufte die Basketball Club of Seattle LLP die SuperSonics und die WNBA-Franchise-Tochter Seattle Storm an die Professional Basketball Club LLC, deren Eigentümer der Oklahoma-City-Unternehmer Clay Bennett ist. Der Verkauf wurde am 24. Oktober 2006 vom NBA-Verwaltungsrat bestätigt und am 31. Oktober abgeschlossen. Aufgrund nicht genehmigter öffentlicher Gelder für den Bau einer neuen Sportarena in Seattle zogen die SuperSonics vor der NBA-Saison 2008/09 nach Oklahoma City. Die neuen Eigentümer einigten sich zuvor mit der Stadt Seattle auf eine Zahlung von 45 Millionen US-Dollar, um die Kosten für die noch bis 2010 bestandene Miete der KeyArena zu begleichen.
Bis zum Umzug fanden Heimspiele in der KeyArena, ursprünglich Seattle Center Coliseum genannt, statt. Im Jahr 1978 zog das Team in den Kingdome, den sie sich mit dem MLB-Team Seattle Mariners und dem NFL-Team Seattle Seahawks teilten. 1985 zogen sie zurück in das Coliseum. Zwischenzeitlich spielten sie zudem im Tacoma Dome in Tacoma (Washington) (NBA-Saison 1994/95) während das Coliseum umgebaut und in die KeyArena umbenannt wurde.
Die SuperSonics konnten 1979 zum ersten und einzigen Mal den NBA-Titel erreichen. Insgesamt gewann das Franchise drei Western-Conference-Titel: 1978, 1979 und 1996. Das Team gewann außerdem sechsmal einen Division-Titel, den letzten 2005, davon fünf in der Pacific Division und einen in der Northwest Division. Nach einem Rechtsstreit zwischen der Stadt Seattle und Clay Bennetts Firma verblieben Banner, Trophäen und ehemalige Trikots in Seattle; der Spitzname, das Logo, und die Farbgebung sind für alle nachfolgenden NBA-Teams verfügbar. Die Franchise-Geschichte der Sonics wurde jedoch mit den Oklahoma City Thunder geteilt.

## Geschichte des Franchises

### Gründung

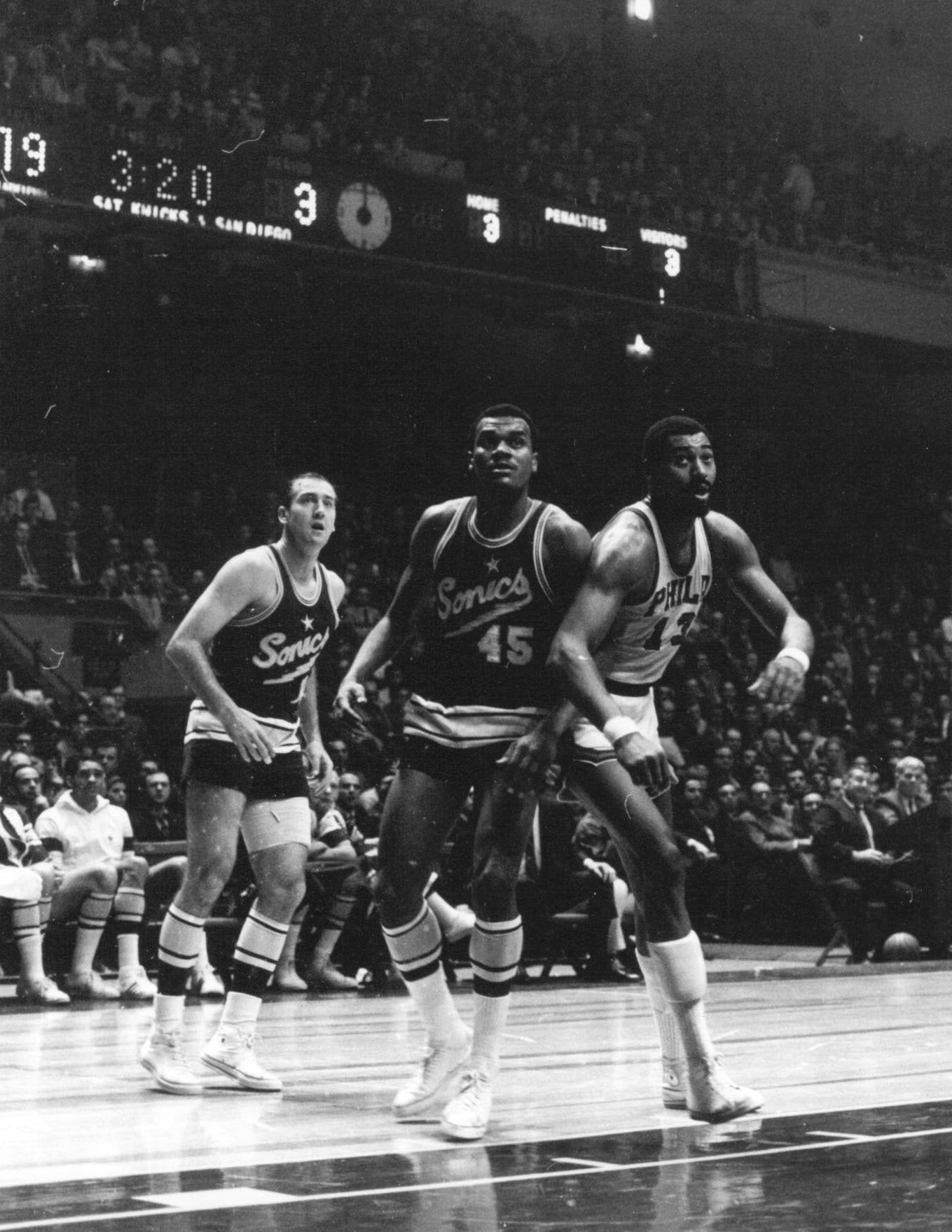
Tom Meschery und Bob Rule während der Expansion-Saison der Sonics (etwa 1967/68).

Am 20. Dezember 1966 erhielten die Geschäftsleute aus Los Angeles Sam Schulman und Eugene V. Klein und eine Gruppe von Partnern die Rechte an einem NBA-Franchise in Seattle. Schulman agierte dabei als Vorsitzender und Kopf des Teams. Der Name „SuperSonics“ bezog sich auf Boeings kürzlich erhaltenen Auftrag für das SST-Projekt (Supersonic Transport), das später eingestellt wurde. Die SuperSonics waren Seattles erstes Franchise in einer Profiliga (Major League).
Das Team nahm im Oktober 1967 den Spielbetrieb auf und wurde dabei von Al Bianchi trainiert. Zum Team gehörte der All-Star-Guard Walt Hazzard und NBA All-Rookie Team-Mitglieder Bob Rule und Al Tucker. Das Expansion-Team verlor das erste Spiel mit 144:116 und beendete die Saison mit einem negativen Sieg/Niederlage-Verhältnis von 23:59.

### 1968–1975: Die Wilkens-Ära

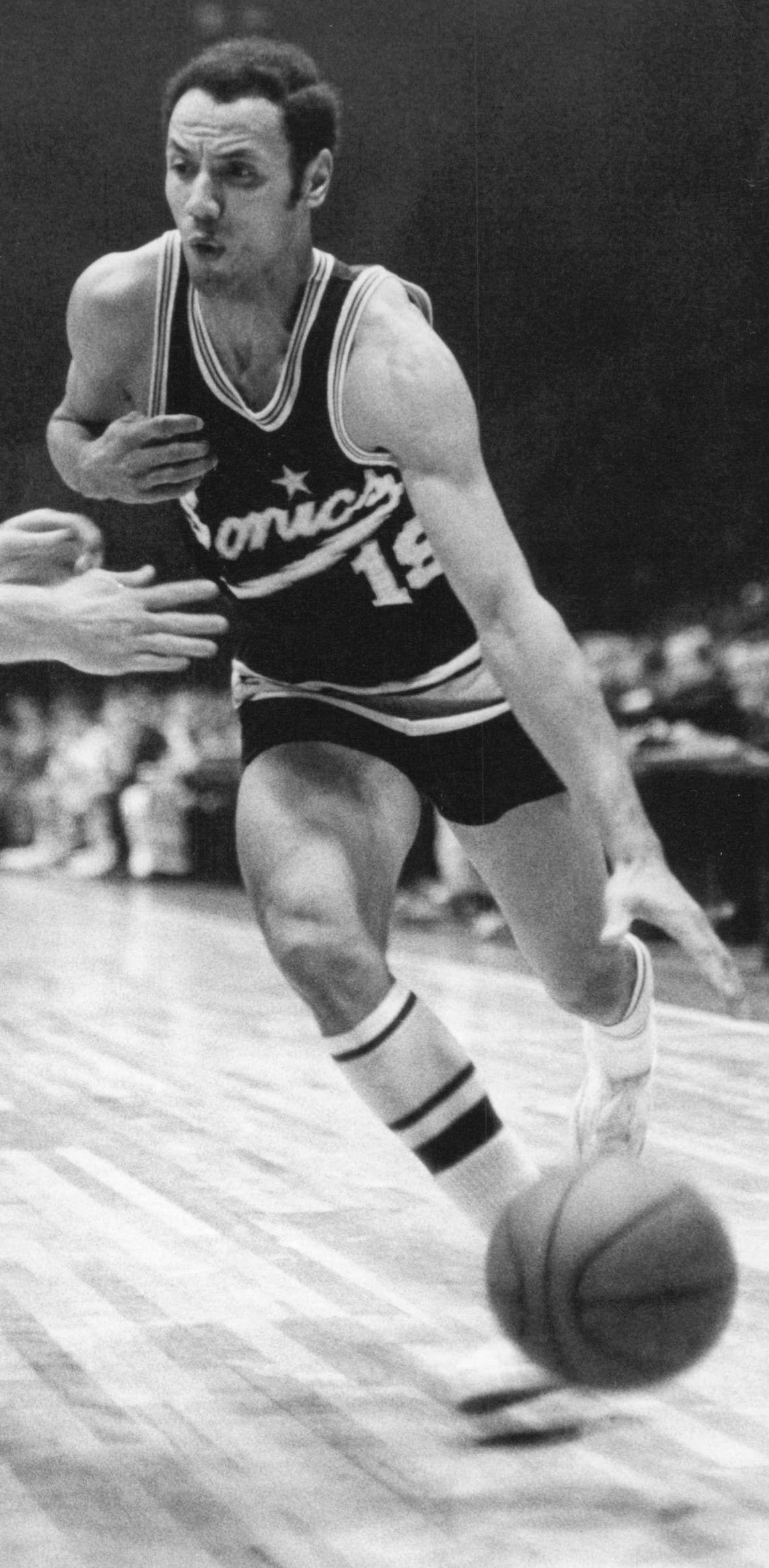
Lenny Wilkens im Trikot der SuperSonics (1968).

Vor dem Start der neuen Saison wurde Hazzard für Lenny Wilkens mit den Atlanta Hawks getradet. Wilkens brachte ein vielseitiges Spiel zu den SuperSonics, mit durchschnittlich 22,4 Punkten pro Spiel, 8,2 Assists und 6,2 Rebounds in der Saison 1968/69. Rule hingegen verbesserte seine Rookie-Statistiken auf durchschnittlich 24 Punkte pro Spiel und 11,5 Rebounds. Die SuperSonics gewannen jedoch nur 30 Spiele und Bianchi wurde in der Off-Season von Wilkens als Spielertrainer ersetzt.
Wilkens und Rule repräsentierten Seattle im NBA All-Star Game 1970 und Wilkens erzielte in der Saison 1969/70 die meisten Assists. Im Juni 1970 stimmten die NBA-Eigentümer mit 13:4 für einen Zusammenschluss mit der American Basketball Association (ABA); SuperSonics-Besitzer Sam Schulman, selbst Mitglied des Fusionsausschusses 1970, war so erpicht auf den Zusammenschluss der Ligen, dass er öffentlich bekannt gab, dass, wenn die NBA der Fusion nicht zustimmt, er mit den SuperSonics zur ABA wechseln würde. Weiterhin drohte Schulman mit dem Franchise-Umzug nach Los Angeles, um direkt mit den Lakers zu konkurrieren. Die Kartellverbotsklage von Oscar Robertson gegen die NBA verzögerte die Entscheidung und die SuperSonics blieben in Seattle. Früh in der Saison 1970/71 riss sich Rule die Achillessehne und konnte für den Rest des Jahres nicht mehr am Spielbetrieb teilnehmen.

#### Ankunft von Spencer Haywood

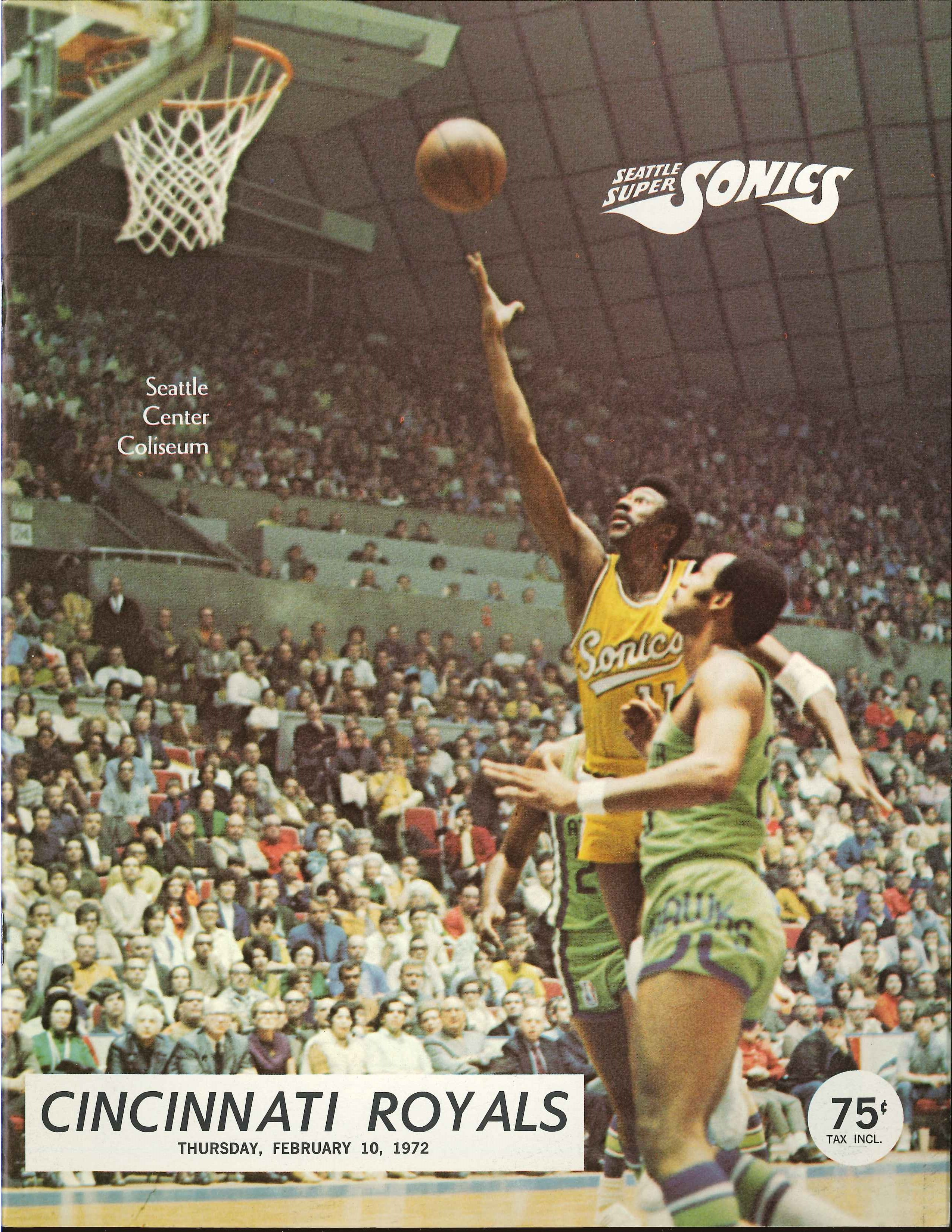
Der Point Guard Lee Winfield bei einem Spiel gegen die Atlanta Hawks (auf einer Stadionzeitung aus dem Jahr 1972).

Wilkens wurde 1971 zum besten Spieler des All-Star Games gewählt. Noch wichtiger für das Team war aber die Ankündigung von Sam Schulman, dass er es geschafft hätte, den ABA-Rookie des Jahres und Most Valuable Player, Spencer Haywood zu verpflichten. In der folgenden Spielzeit schafften die SuperSonics zum ersten Mal eine positive Spielbilanz am Ende der Saison (47:35). Das Team, angeführt von Spielertrainer Wilkens und All-NBA-First Team-Mitglied Haywood (Power Forward), hielt bis zum 3. März eine Bilanz von 46:27, doch Verletzungen zum Ende der Saison von Haywood, Dick Snyder und Don Smith führten zu acht Niederlagen in neun Spielen. Somit scheiterten sie knapp an der ersten Play-off-Teilnahme.
Zur Saison 1972/73 wurde Wilkens durch einen unpopulären Transfer an Cleveland abgegeben. Ohne seine Führungsstärke erreichten die SuperSonics nur eine Bilanz von 26:56. Trotzdem wurde Haywood wieder in das All-NBA First Team gewählt, mit einem SuperSonics-Rekord von 29,2 Punkten und 12,9 Rebounds pro Spiel.

### 1975–1983: Die Meisterschaftsjahre
Im folgenden Jahr wurde der legendäre Bill Russell als Head Coach verpflichtet. 1975 erreichte er mit den Sonics zum ersten Mal die Play-offs. Das Team um Haywood, die Guards Fred Brown und Slick Watts sowie dem Rookie-Center Tommy Burleson, besiegte die Detroit Pistons in einer Drei-Spiele-Miniserie, schied dann jedoch nach sechs Partien gegen den späteren NBA-Meister Golden State Warriors aus. In der darauffolgenden Saison gaben die SuperSonics Haywood an die New York Knicks ab und zwangen die verbliebenen Spieler somit zu einer Leistungssteigerung in der Offensive. Der Guard Brown, jetzt in seiner fünften Spielzeit, wurde ins Team des NBA All-Star Game 1976 berufen und wurde Fünfter in der Liga bei Punkten pro Spiel und der Freiwurfquote. Burlesons Spiel wurde stärker, während Watts bester Spieler der NBA bei Assists und Steals und damit in das All-NBA Defensive First Team berufen wurde. Die SuperSonics erreichten wieder die Play-offs, schieden aber gegen die Phoenix Suns nach sechs Spielen aus, trotz starker Auftritte von Brown (28,5 Punkte pro Spiel) und Burleson (20,8 Punkte pro Spiel).
Trainer Russell verließ Seattle nach der Saison 1976/77. Mit dem neuen Head Coach Bob Hopkins erreichte das Team nur ein Sieg/Niederlage-Verhältnis von 5:17. Daraufhin wurde Lenny Wilkens reaktiviert, um Hopkins zu ersetzen und das Schicksal des Teams wendete sich sofort. Seattle gewann elf der ersten zwölf Partien unter Wilkens, beendeten die Saison mit 47:35 und gewannen damit den Western-Conference-Titel. In der Finalserie der Saison 1977/78 unterlagen sie trotz dreier Siege den Washington Bullets. Bis auf den Verlust des Centers Marvin Webster an die New York Knicks blieb der Kader Seattles größtenteils intakt. So gewannen sie in der Saison 1978/79 zum ersten Mal den Divisionstitel.

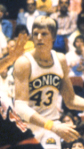
Jack Sikma im Jahr 1978

In den darauffolgenden Play-offs bezwang Seattle die Phoenix Suns in sieben umkämpften Spielen, was zu einer Neuauflage der Finalserie des letzten Jahres mit den Washington Bullets führte. Dieses Mal entschieden die SuperSonics fünf Partien für sich und gewannen damit zum einzigen Mal in ihrer Geschichten den NBA-Titel. Zum Team gehörte die starke Backcourt-Reihe mit Gus Williams und der Finalserien-MVP Dennis Johnson. Zudem waren der wiederholte All-Star-Center Jack Sikma, Small Forward John Johnson, Power Forward Lonnie Shelton, Fred Brown und Paul Silas am Titelgewinn maßgeblich beteiligt.
In der Saison 1979/80 erreichten die SuperSonics, mit einem Sieg/Niederlage-Verhältnis von 56:26, den zweiten Platz in der Pacific Division hinter den Los Angeles Lakers. Fred Brown gewann die erste Auszeichnung der NBA für den Schützen mit der besten Dreipunkteverwertung, Jack Sikma absolvierte das zweite seiner karriereüberspannenden sieben All-Star-Spiele für Seattle, Gus Williams und Dennis Johnson wurden beide für das All-NBA Second Team nominiert und Johnson war zum zweiten Mal in Folge im All-NBA First Defensive Team vertreten. Die SuperSonics erreichten zum dritten Mal in Folge das Finale der Western Conference, verloren aber gegen die Lakers nach fünf Spielen. Es war das letzte Mal, dass Williams und Johnson zusammen im SuperSonics-Trikot aufliefen, da Johnson vor dem Beginn der Saison 1980/81 zu den Phoenix Suns wechselte und Williams aufgrund von Vertragsstreitigkeiten ein Jahr pausierte. Seattle rutschte daraufhin auf den letzten Platz der Pacific Division mit einem Verhältnis von 34:48. Es war das einzige Mal in der Geschichte der SuperSonics, dass sie eine Saison auf dem letzten Platz ihrer Division beendeten. Williams lief in der Saison 1981/82 wieder für Seattle auf und das Team errang ein respektables 52:30- und im folgenden Jahr 48:34-Sieg/Niederlage-Verhältnis.
Im Jahr 1981 gründete das Franchise mit dem Sonics SuperChannel den ersten Pay-TV-Sportkanal.

### 1983–1989: Ein Zeitraum des Niedergangs

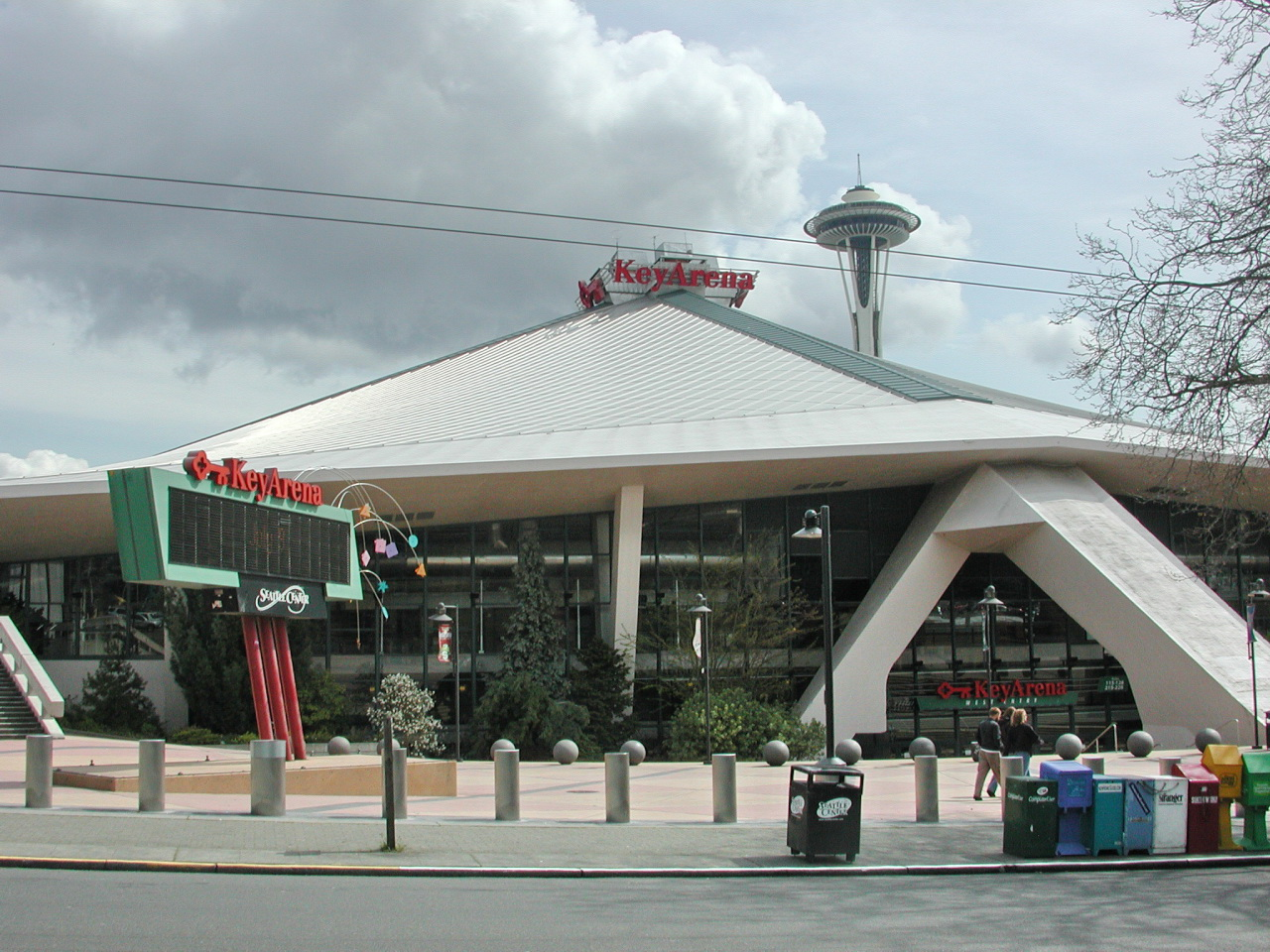
Die meisten Heimspiele absolvierten die SuperSonics in der eigenen KeyArena.

Im Oktober 1983 verkaufte der Franchisebesitzer Sam Schulman die SuperSonics an den Unternehmer Barry Ackerley. Es kam zu einem Zeitraum der sportlichen Verschlechterung und einer Mittelmäßigkeit für das Franchise. Im folgenden Jahr beendete Fred Brown nach 13 Saisons mit den Sonics seine Karriere. Seine Laufbahn spiegelte vieles der SuperSonics-Geschichte zu dieser Zeit wider. Er war im selben Team wie Rule und Wilkens während ihrer ersten Saison und spielte eine wichtige Rolle in den ersten Play-offs Seattles und war wichtiger sechster Spieler während der Jahre der Meisterschaftsserie. In Anerkennung seiner vielen Beiträge für das Team wurde Browns Trikotnummer (32) ab dem Jahr 1986 nicht wieder vergeben. Lenny Wilkens verließ Seattle nach der Saison 1984/85, und als Jack Sikma nach der Saison 1985/86 zu den Milwaukee Bucks wechselte, war die letzte Verbindung zum Meisterschaftsteam (nur Trainer Frank Furtado blieb in Seattle) getrennt.
Die zweite Hälfte der 1980er Jahre bot nur wenige Höhepunkte für die SuperSonics. Nur Tom Chambers’ All-Star Game MVP Award 1987, Seattles überraschende Teilnahme an den Finalspielen der Western Conference im selben Jahr sowie die Leistung des Trios Chambers, Xavier McDaniel und Dale Ellis zeugten von der Qualität des Teams. Während der Saison 1987/88 erreichten die Spieler jeweils etwa 20 Punkte pro Spiel, wobei Ellis auf 25,8, McDaniel auf 21,4 und Chambers auf 20,4 Punkte kam. Zu Beginn der Saison 1988/89 unterschrieb Chambers bei Phoenix einen neuen Vertrag. Ellis verbesserte seine durchschnittlichen Punkte pro Spiel auf 27,5 und war zweitbester Dreipunktewerfer. Die SuperSonics beendeten die Saison mit einem 47:35-Verhältnis und erreichten die zweite Runde der Play-offs.

### 1989–1998: Die Payton/Kemp-Ära

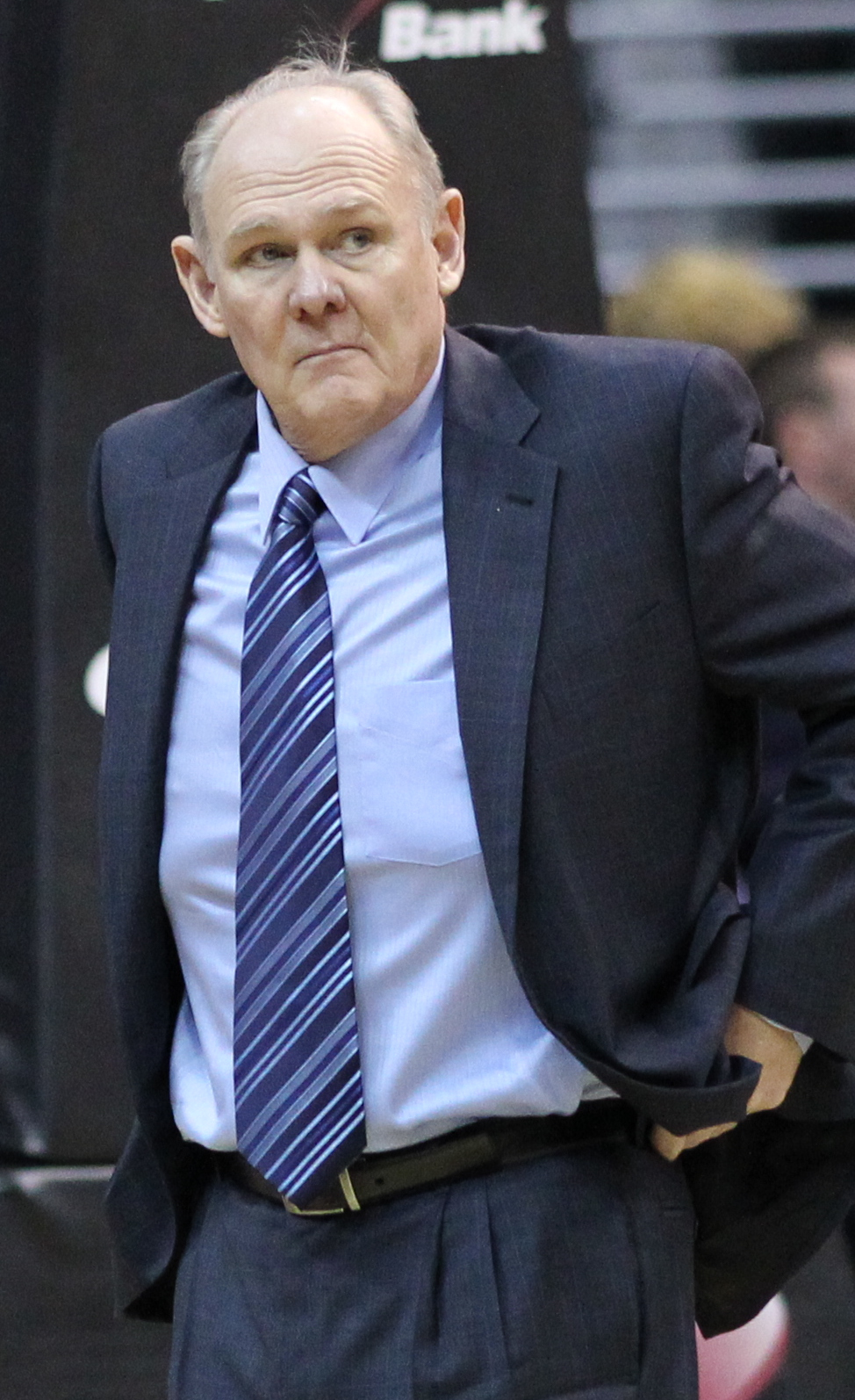
George Karl war sechs Saisons lang Head Coach der SuperSonics (1992–1998).

Bei den SuperSonics brach durch die Anstellung von Power Forward Shawn Kemp 1989 und Point Guard Gary Payton 1990 ein neues Zeitalter an. Zudem wechselten Dale Ellis und Xavier McDaniel zur Saison 1990/91 das Franchise. Mit dem neuen Trainer George Karl im Jahr 1992 kam auch der sportliche Erfolg in der regulären Saison und den Play-offs zurück. Mit der kontinuierlichen Leistungssteigerung von Payton und Kemp gelang den SuperSonics in der Saison 1992/93 ein Sieg/Niederlage-Verhältnis von 55:27. Erst nach sieben Spielen verloren sie im Finale der Western Conference gegen die Phoenix Suns.
Die reguläre Spielzeit der Saison 1993/94 beendeten sie mit einem bis dato Franchise-Rekord von 63:19, verloren jedoch in der ersten Runde der Play-offs gegen die Denver Nuggets. Damit waren sie das erste NBA-Team, das als erster einer Division gegen einen Achtplatzierten im ersten Spiel der Play-offs ausschied. Die Sonics zogen während der Umbaumaßnahmen am Coliseum in der Saison 1994/95 in den Tacoma Dome und erreichten mit 57:25 den zweiten Platz in ihrer Division. Sie schieden nach vier Spielen gegen die Los Angeles Lakers erneut in der ersten Runde aus den Play-offs aus. Zur Saison 1995/96 kehrte das Team in die nun KeyArena benannte Halle zurück.
Das wahrscheinlich stärkste Team der SuperSonics spielte mit einer Franchise-Bestleistung von 64:18 in der Saison 1995/96. Mit den Spielern des All-NBA Second Team Kemp und Payton, dem deutschen Small Forward und späteren Co-Trainer Detlef Schrempf, Power Forward Sam Perkins sowie den Shooting Guards Hersey Hawkins und Nate McMillan, erreichte das Team die NBA-Finalspiele, verloren aber gegen die von Michael Jordan angeführten Chicago Bulls nach sechs Spielen. Seattle blieb auch die nächsten beiden Spielzeiten eines der besten Teams in der Western Conference und gewann 57 Spiele in der Saison 1996/97 und 61 Spiele in der Saison 1997/98. Dabei gewannen sie auch zum zweiten und dritten Mal den Titel der Pacific Division. Am Ende der Saison beendete der Defense-Spezialist Nate McMillan seine Karriere und Unstimmigkeiten zwischen George Karl und dem Management führten zu seinem Abgang vom Franchise, trotz des Gewinns des Titels „Trainer des Jahres“ in derselben Spielzeit. Er wurde vom ehemaligen Sonics-Spieler Paul Westphal zur Saison 1998/99 abgelöst.

### 1998–2008: Ein Jahrzehnt von Anstrengungen

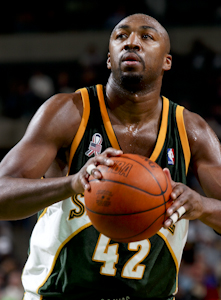
Vin Baker war ein NBA-All-Star-Spieler mit den Sonics während der Saison 1997/98.

In der Saison 1998/99 sanken die SuperSonics wieder in eine längere Zeit des Mittelmaßes hinab. Westphal wurde während der Saison 2000/01 entlassen und durch seinen Assistenztrainer Nate McMillan interimsweise ersetzt. In der folgenden Saison wurde McMillan fest als Head Coach angestellt. In der Saison 2002/03 wechselte NBA-All-Star Gary Payton zu den Milwaukee Bucks. In derselben Spielzeit erreichte Seattle zum ersten Mal seit elf Jahren kein positives Sieg/Niederlage-Verhältnis mehr. Es war die zweitlängste Erfolgsserie eines NBA-Franchises überhaupt.
Seattle überraschte in der Saison 2004/05 mit dem Gewinn des sechsten Division-Titels. Unter der Führung von Ray Allen und Rashard Lewis gewann das Team 52 Spiele und besiegte die Sacramento Kings in der ersten Runde der Play-offs. In den Halbfinalspielen der Western Conference schieden die Sonics nach sechs Spielen gegen den späteren NBA-Sieger San Antonio Spurs und dem erfolgreichen Trio Tony Parker, Tim Duncan und Manu Ginóbili aus. Es war auch die letzte Teilnahme Seattles an den Play-offs. Während der Saison 2005 verließ der Head Coach und ehemaliger Sonics-Spieler Nate McMillan Seattle, um eine gut bezahlte Trainerposition bei den Portland Trail Blazers anzunehmen. Nach seinem Weggang beendete das Team die Saison mit einem negativen Verhältnis von 35:47.

#### 2007–2008: Ankunft von Kevin Durant
Am 22. Mai 2007 erhielten die SuperSonics den zweiten Pick bei dem NBA-Draft 2007, was die höchste Draftposition des Franchises überhaupt war. Sie wählten Kevin Durant von der University of Texas at Austin. Am 28. Juni tauschten sie Ray Allen und den 35. Pick der zweiten Draftrunde (Glen Davis) mit den Boston Celtics für die Rechte am fünften Pick Jeff Green, Wally Szczerbiak und Delonte West. Am 11. Juli wechselte Rashard Lewis zu den Orlando Magic. Die SuperSonics erhielten einen weiteren Draftpick der zweiten Runde und eine 9,5 Millionen US-Dollar schwere Wechselausnahme (trade exception) von Orlando. Am 20. Juli nutzten die SuperSonics die Wechselausnahme und einen Pick für die zweite Draftrunde, um Kurt Thomas und zwei Draftpicks für die erste von den Phoenix Suns zu erwerben.
Im Jahr 2008 war die Moral vor Saisonbeginn niedrig, da Gespräche um eine neue Arena zwischen der Stadt Seattle und dem Franchise scheiterten. Mit dem zweiten Gesamtpick vom NBA Draft – Kevin Durant – hatten sie zwar einen starken Spieler, aber mit dem Abgang von Ray Allen fehlte ein gutes Team um den neuen Rookie-Forward herum. Sie verloren die ersten acht Spiele unter P. J. Carlesimo und hatten nach einem Monat ein Verhältnis von 3:14. Durant erfüllte die Erwartungen und erreichte 20,3 Punkte pro Spiel und gewann die Auszeichnung „Rookie des Jahres“. Am Ende der Saison erzielte Seattle SuperSonics mit 20:62 eine historische Negativleistung für das Franchise. Es sollte gleichzeitig die letzte Saison in Seattle sein, da Eigentümer Clay Bennett einen Standortwechsel anstrebte.

## Standortwechsel nach Oklahoma City

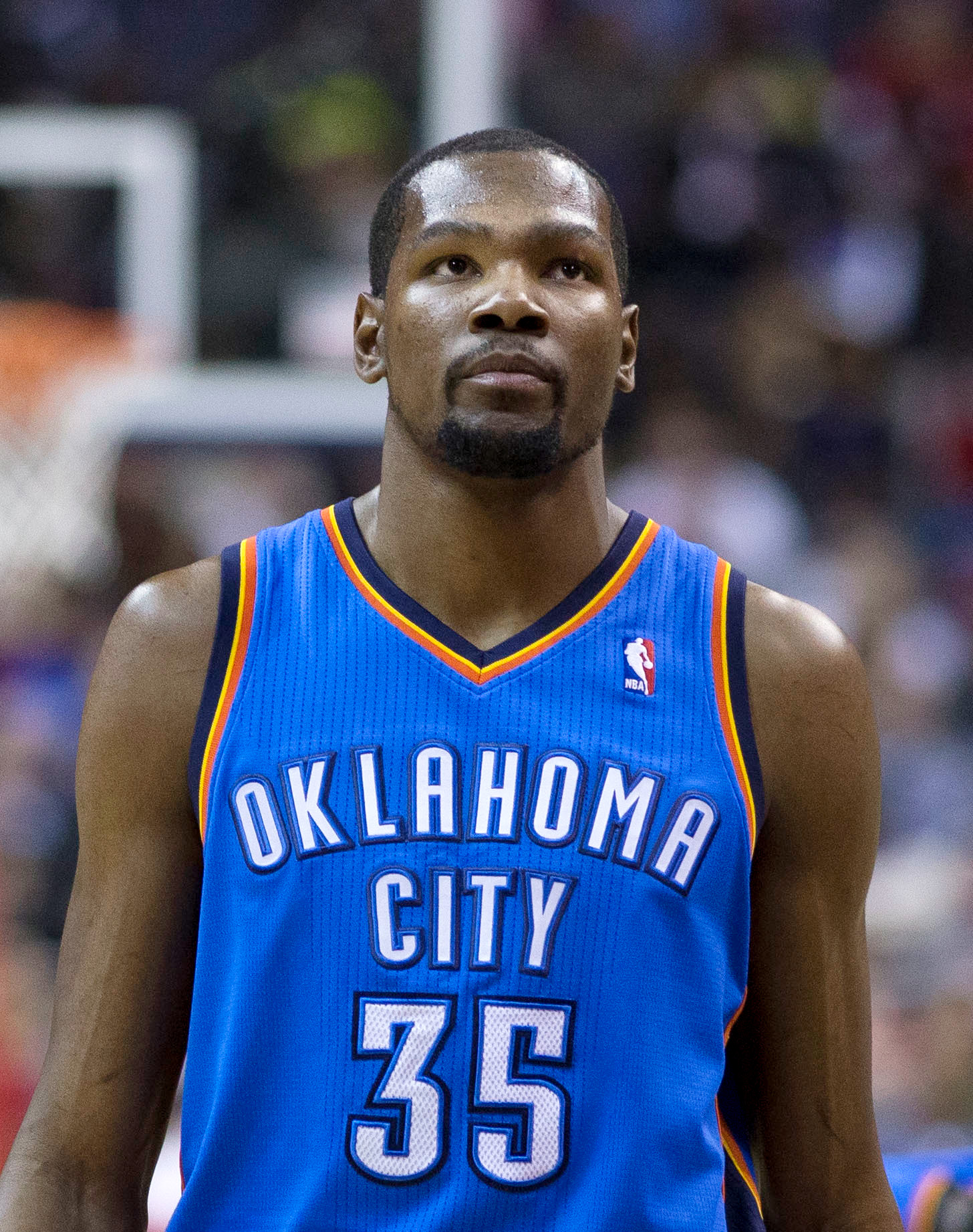
Kevin Durant war bis zu seinem Abgang im Jahr 2016 der wichtigste Spieler der Franchise

Von 2001 bis 2006 war der Starbucks-CEO Howard Schultz Mehrheitseigner am SuperSonics-Franchise, zusammen mit 58 Partnern und kleineren Anteilseignern, an der Basketball Club of Seattle LLP. Am 18. Juli 2006 verkaufte Schultz die SuperSonics und das Tochterteam Seattle Storm (WNBA), an die Professional Basketball Club LLC (PBC), einer Gruppe von Unternehmern aus Oklahoma City für 350 Millionen US-Dollar. Das Franchise wurde 2008 nach Oklahoma City verlegt und spielt dort seitdem unter dem Namen Oklahoma City Thunder.
Vor dem Verkauf versuchte die Basketball Club of Seattle LLP Beamte des Bundesstaats Washington davon zu überzeugen, genügend Geld beizusteuern, um die KeyArena zu modernisieren. Als beide Parteien sich nicht einig wurden, kaufte die PBC, unter dem Vorsitz der Unternehmers Clay Bennett, das Franchise. Schultz verkaufte das Team an Bennetts Gruppe, da er davon überzeugt war, dass diese nicht den Standort nach Oklahoma City verlegen und stattdessen in Seattle bleiben würden. Der Bürgermeister von Oklahoma City Mick Cornett sagte: „Ich finde es anmaßend zu vermuten, dass Clay Bennett und seine Gruppe das Seattle-Team nicht eine lange, lange Zeit in Seattle oder woanders behalten. Es ist anmaßend zu vermuten, dass sie das Franchise nach Oklahoma City verlegen. […] Ich verstehe, dass Leute denken es sei das wahrscheinlichste Szenario, aber das sind nur Spekulationen.“
Nachdem es zu keiner Übereinkunft mit der lokalen Politik und den neuen Eigentümern kam, in dem Seattler Vorort Renton eine 500 Millionen US-Dollar teure Arena zu bauen, benachrichtigte Bennetts Gruppe die National Basketball Association (NBA), dass sie einen Umzug nach Oklahoma City in Erwägung zöge. Zudem sollte die Stadt Seattle den noch laufenden Mietvertrag für die KeyArena auflösen. Als ein Richter dieses Anliegen abwies verklagte Seattle Bennetts Gruppe zur Erfüllung des Mietvertrags, der das Team dazu verpflichtete bis zum Jahr 2010 in der KeyArena zu spielen.
Die NBA stimmte am 18. April einem möglichen Umzug der SuperSonics nach Oklahoma City mit 28:2 Stimmen zu. Nur Mark Cuban von den Dallas Mavericks und Paul Allen von Seattles Rivalen Portland Trail Blazers stimmten gegen den Wechsel. Durch die Zustimmung war der Standortwechsel in Oklahoma Citys Ford Center zur Saison 2008/09 genehmigt, sobald man sich mit der Stadt Seattle einigte.
Am 2. Juli 2008 wurde eine Übereinkunft erzielt, die den Umzug unter bestimmten Vorgaben ermöglichte. Hierzu gehörte die Zahlung von 45 Millionen US-Dollar an Seattle und die Möglichkeit weiterer 30 Millionen US-Dollar im Jahr 2013, falls sich bis dahin kein neues Franchise in der Stadt niedergelassen hat. Zudem durfte der Name „SuperSonics“ nicht von Oklahoma City genutzt werden und die Historie des Franchises wird von Oklahoma City und allen zukünftigen NBA-Teams in Seattle verwendet. Das Team begann mit dem Spielbetrieb unter dem Namen „Oklahoma City Thunder“ in der Saison 2008/09, nachdem sie das dritte NBA-Franchise in den letzten zehn Jahren waren, das einen Standortwechsel vollzog.
In den Monaten vor der Einigung veröffentlichte Seattle E-Mail-Konversationen aus Bennetts Professional Basketball Club LLC, die darauf hindeuteten, dass mehrere Mitglieder der Gruppe schon vor dem Verkauf den Wunsch äußerten, das Franchise nach Oklahoma City zu verlegen. Zuvor sagte der Sonics-Miteigner Aubrey McClendon dem Journal Record, einer Zeitung aus Oklahoma City, dass „wir das Team nicht gekauft haben um es in Seattle zu lassen; wir hofften hierher zu kommen,“ obwohl Bennett die Kenntnis dessen verneinte. Seattle nutze diese Vorfälle um der Gruppe falsche Absichten bei den Übernahmeverhandlungen zu unterstellen. Die Stadt ermutigte Schultz eine Klage zur Aufhebung des Verkaufs einzureichen und den Besitz des Teams zu einem, vom Gericht gestellten Begünstigten, anzustreben. Für die NBA war Schultz’ Klage hinfällig, da dieser eine Klausel unterschrieb, die ihm verbot Bennetts Gruppe zu verklagen. Schultz zog die Klage vor dem Beginn der Saison 2008/09 zurück.
Im Jahr 2009 produzierten Filmemacher aus Seattle mit dem Namen „Seattle SuperSonics Historical Preservation Society“ den Dokumentarfilm Sonicsgate, der den Aufstieg und Fall des SuperSonics-Franchises dokumentiert. Der Film legte den Schwerpunkt auf die skandalöseren Aspekte des Weggangs des Teams aus Seattle. Er gewann bei den Webby Awards 2010 den Preis für den besten Sportfilm.

## Mögliches neues Franchise

### Sacramento Kings

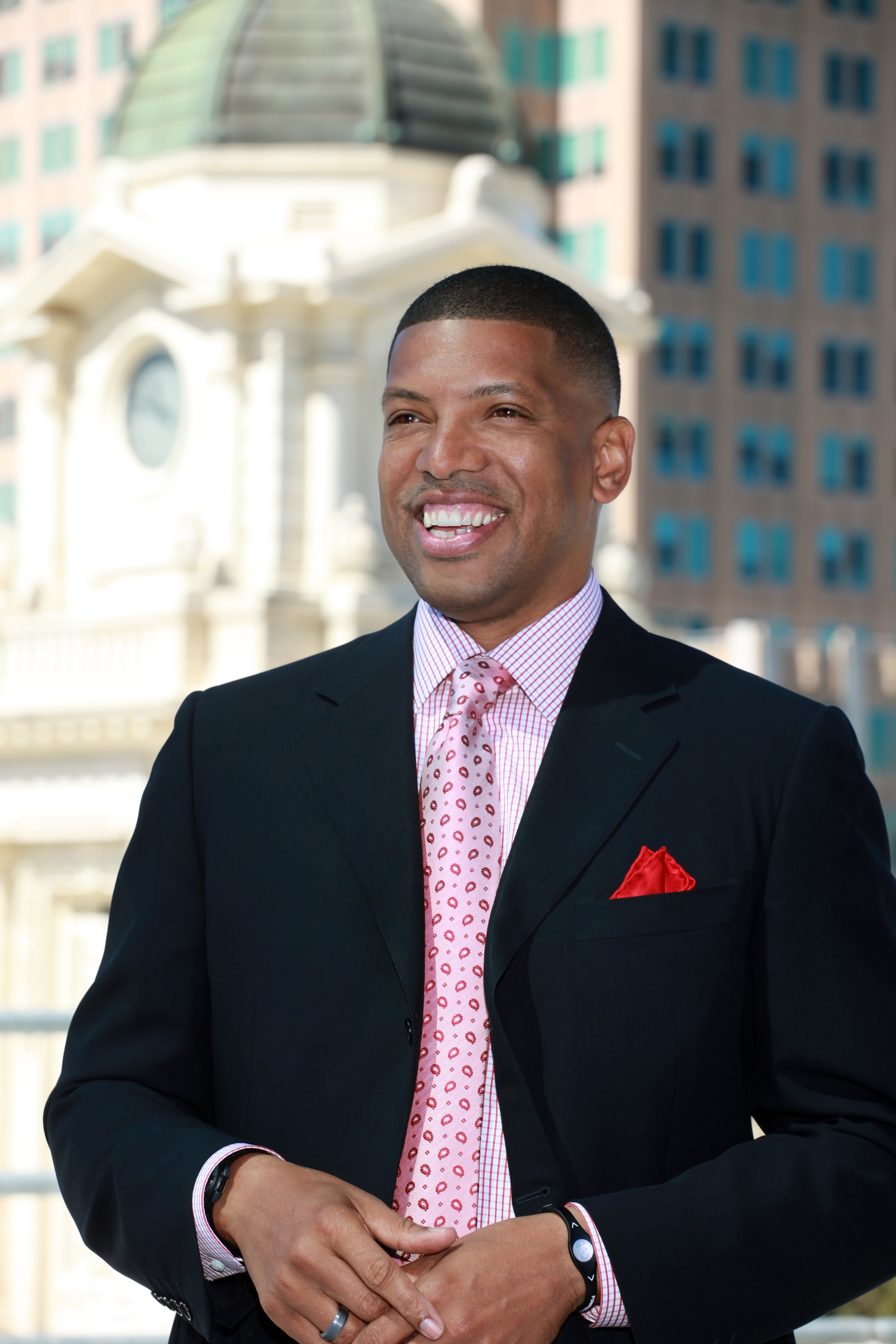
Der damalige Bürgermeister Sacramentos und ehemalige Basketballprofi Kevin Johnson kämpfte für den Verbleib der Kings in seiner Heimatstadt.

Im Jahr 2011 sprach eine Gruppe von Investoren, angeführt vom Hedgefondsmanager Chris R. Hansen, mit Mike McGinn, dem Bürgermeister Seattles, über die Möglichkeit einer Investition in eine neue Arena und damit die Hoffnung auf die Wiederbelebung der SuperSonics. McGinn machte Hansen ein Angebot die KeyArena für vergleichsweise wenig Geld zu übernehmen. Da die KeyArena von der NBA als inakzeptabel für den Spielbetrieb betrachtet wurde, hätte das Gebäude abgerissen werden müssen, um an derselben Stelle eine neue Arena zu errichten. Hansen lehnte jedoch ab und gab die schwierige Verkehrssituation in der Lower-Queen-Anne-Nachbarschaft und um das Seattle Center als Grund an, eine neue Arena lieber an einer anderen Stelle zu bauen.
Hansen begann Grundstücksfläche in der Nähe von Safeco Field, im SoDo-Industriegebiet Seattles zu kaufen. Es sollte ein „Stadium Transition Overlay District“ entstehen, zusammengesetzt aus der neuen Arena, dem Safeco Field, Heimat des MLB-Teams Seattle Mariners, CenturyLink Field, Stadion der Seattle Seahawks (NFL) und der MLS-Mannschaft Seattle Sounders. Kurze Zeit später unterbreitete Hansen McGinn und dem King-County-Direktor Dow Constantine den Vorschlag für eine gemeinsame Arena in SoDo für Basketball, Eishockey und Unterhaltungsveranstaltungen. McGinn stellte im Auftrag der Stadt einen Stadionberater ein, um die Durchführbarkeit eines solchen Projekts zu prüfen.
Zur selben Zeit begannen Gerüchte, dass Hansen versuche ein bereits bestehendes Franchise zu einem Umzug nach Seattle zu bewegen. Die meisten Diskussionen drehten sich um die Sacramento Kings, einem schwächelnden Franchise, die schon mehrere Jahre erfolglos an einem Plan arbeiteten, den veralteten Power Balance Pavilion zu ersetzen. Während Hansen öffentlich nicht bekannt gab, für welches Team er sich interessierte, waren die Gerüchte so vielzählig, dass eine Bürgerinitiative um den Bürgermeister Sacramentos und ehemaligen professionellen Basketballspielers Kevin Johnson einen offenen Brief an Hansen schrieb, in dem sie ihn baten nicht dem Team der Stadt nachzugehen. Gleichzeitig gingen die Verhandlungen zwischen McGinn, Constantine und Hansen weiter, um zu einem „Memorandum of Understanding“ zu kommen, das die Grundlage für eine öffentlich-private Partnerschaft im Bezug auf die neue Arena sein sollte.
Am 16. Mai 2012 gaben McGinn, Constantine und Hansen das geplante Memorandum of Understanding der Öffentlichkeit bekannt. McGinn und Constantine bestanden auf eine Reihe von Schutzvorkehrungen für die Bürger von Seattle und King County, insbesondere dass keine öffentlichen Gelder fließen, solange Hansen und seine Investoren kein NBA-Team für einen Umzug nach Seattle besitzen. Der Vorschlag beinhaltete ein Finanzierungsmodell, das das Projekt „eigenfinanziert“, indem keine neuen Steuern zur Finanzierung erhoben werden müssten und emittierte Stadtanleihen durch Steuern und den Umsatz der neuen Arena zurückgezahlt werden. Das Memorandum of Understanding wurde dann dem Stadtrat Seattles und dem King-County-Rat zur Prüfung und Absegnung vorgelegt.
Der King-County-Rat stimmte am 30. Juli 2012 für die Annahme des Memorandum of Understanding und ergänzte zu dem Vorschlag eine Zusammenarbeit mit dem Hafen Seattles, die Sicherung der Namensrechte der SuperSonics, vergünstigte Ticketpreise, Unterstützung für das WNBA-Franchise Seattle Storm und die Notwendigkeit einer wirtschaftlichen Analyse. Die Zustimmung stand zudem unter dem Vorbehalt, dass alle Änderungswünsche vom Stadtrat Seattles, die zu der Zeit noch nicht verhandelt worden, getrennt durch King Country abgesegnet werden müssten. Der Seattle Stadtrat gab am selben Tag bekannt, dass auch von ihrer Seite Ergänzungen zum Vorschlag einfließen würden.
Hansen und der Stadtrat Seattles verkündeten am 11. September 2012 eine vorläufige Vereinbarung eines überarbeiteten Memorandum of Understanding, das die Ergänzungswünsche und neue Bestimmungen beinhaltete, wie die persönliche Garantie Hansens, mögliche Mehrkosten des Baus selbst zu übernehmen. Auf Anraten des Seattler Hafens, der Seattle Mariners und der lokalen Industrie, wurde ein 40 Millionen US-Dollar schwerer Fonds für die Verbesserung des Verkehrs mit aufgenommen, der sich über den Umsatz der Arena füllen sollte. Alle Verhandlungsparteien stimmten zudem zu, dass keine Dokumente unterschrieben werden und der Bau nicht beginnen kann, bevor die vom Staat geforderte Umweltverträglichkeitsstudie abgeschlossen ist. Der Stadtrat stimmte am 24. September mit 7:2 für das Memorandum of Understanding mit den Ergänzungen. Der King-Count-Rat segnete am 15. Oktober einstimmig die Änderungswünsche Seattles ab. Das finale Memorandum of Understanding für den Bau der 490 Millionen US-Dollar teuren Arena wurde am 16. Oktober vom Bürgermeister McGinn und Direktor Constantine mit einem Wirkungszeitraum von fünf Jahren unterschieben.
Im Juni 2012 wurde bekannt, dass zu Hansens Investitionspartnern der damalige Microsoft-CEO Steve Ballmer und die Brüder Erik und Peter Nordstrom der Kaufhaus- und Versandhauskette Nordstrom gehören. Peter Nordstrom war zuvor unter Howard Schultz Anteilseigner der SuperSonics. Auch Wally Walker, ehemaliger Spieler und Manager der Sonics, war Teil von Hansens Gruppe. Am 9. Januar 2013 wurde in Medienberichten von einem kurz bevorstehenden Verkauf der meisten Eigentumsrechte der Sacramento Kings an Hansen, Ballmer, den Nordstroms und Walker für 500 Millionen US-Dollar, berichtet. Zudem sollte bereits zur Saison 2013/14 das Team nach Seattle ziehen.
Am 20. Januar 2013 verkündeten mehrere Quellen, dass die Eigentümer der Kings, die Maloof-Familie, mit Hansens und Ballmers Gruppe einig geworden sind und einem Verkauf von 53 % der Anteilsrechte des Kings-Franchises zugestimmt haben. Es fehle nur noch die Absegnung vom NBA-Direktorium. Am nächsten Tag bestätigte die NBA, Hansen und die Maloofs die Übereinkunft, die auch die 12-%-Minderheitsbeteiligung vom Eigentümer Robert Hernreich beinhaltete. Aufgrund des Kaufpreises ergab sich eine Bewertung des Franchises von 525 Millionen US-Dollar. Der Bürgermeister Sacramentos Johnson widerlegte kurz darauf die Aussage und ließ verlauten, dass die Verhandlungen noch nicht abgeschlossen sind und Sacramento selbst noch die Möglichkeit hat der NBA einen Gegenvorschlag vorzulegen.
Der Basketballfunktionär David Stern, damals NBA-Commissioner, bestätigte am 6. Februar, dass die Maloofs die Formalitäten für das offizielle Ersuchen eines Umzugs der Kings von Sacramento nach Seattle, im Namen der potentiellen neuen Eigentümerschaftsgruppe, eingereicht haben. Johnson, mit Hilfe von Stern und der NBA, begann eine alternative Eigentümerschaftsgruppe zusammenzustellen, die die Kings in Sacramento belassen würde und am Bau einer neuen Arena Teil hat. Am 26. Februar stimmte der Stadtrat Sacramentos Verhandlungen mit einer nicht näher benannten Gruppe von Investoren zu. Später wurde bekannt, dass die Gruppe vom Investor Ron Burkle und Mark Mastrov, Gründer der Fitnesskette 24 Hour Fitness, angeführt wurde. Ein anfängliches Gegenangebot der Gruppe wurde von der NBA als „nicht vergleichbar“ betrachtet und abgewiesen. Burkle verließ im April die Gruppe aufgrund eines Konflikts mit anderen Geschäftsinteressen, bot jedoch an als Bauunternehmer das Projekt weiterhin zu unterstützen. Mastrov überließ dem indischen Geschäftsmann Vivek Ranadivé, Gründer und CEO des Softwareunternehmens TIBCO sowie Anteilseigner der Golden State Warriors, das Rampenlicht, der daraufhin eine finanzstärkere Gruppe an Investoren suchte. Andere, wie Paul E. Jacobs, CEO vom Halbleiterhersteller Qualcomm, der Bauunternehmer Mark Friedman aus Sacramento, der ehemalige Facebook-Manager Chris Kelly und Fabrikant Raj Bhathal, schlossen sich der Investitionsgruppe an.
Vor dem jährlichen Treffen des NBA-Direktoriums, bei dem sie den Verkauf der Kings an Hansen und Ballmers Gruppe zugestimmt hätten, trafen sich Mitglieder des NBA-Komitees für Finanzen und Franchiseumzüge am 3. April in New York City, damit die Seattle- und die Sacramento-Gruppe ihre Angebote vorstellen konnten. Eine Abstimmung war nur für den Vorschlag von Hansen und Ballmer geplant, das Angebot von Sacramento war nur als „Backup“ eingeplant. Die NBA nahm die Abstimmung jedoch von der Agenda und verschob die Abstimmung um zwei Wochen, um die Einreichungen zu untersuchen. Trotz anderer vorheriger Aussagen begann ein Bieterkrieg zwischen Hansens und Ranadivés Gruppen. Hansen erhöhte dadurch zwei Mal den Franchisewert auf insgesamt 625 Millionen US-Dollar. Ranadivé bot die Aufhebung des Finanzausgleichs an, ein Mittel das kleinere Teams wie die Kings finanziell stabiler macht.
Mit der Verschiebung des Treffens auf Mitte Mai wurden die Gruppen gebeten, eine weitere kurze Präsentation für das volle Standortwechselkomitee am 29. April vorzuführen. Dieses Komitee stimmte gegen eine Verlegung. Als das Direktorium am 15. Mai in Dallas zusammenkam, stellten beide Gruppen noch einmal ihre Pläne für das Franchise vor. Das Direktorium stimmte mit 22:8 gegen eine Verlegung der Kings von Sacramento nach Seattle. Da der Vorschlag der Seattle-Gruppe den Umzug in ihre Stadt als wichtigste Grundlage hatte, wies die NBA ohne weitere Abstimmung den Verkauf ab.
Nach anfängliche Bedenken stimmte die Maloof-Familie und Hernreich am 17. Mai den Verkauf ihre Kings-Anteile (65 % bei einer Franchise-Bewertung von 535 Millionen US-Dollar) an Ranadivés Gruppe zu.

### Milwaukee Bucks
Im September 2013 gab der stellvertretende NBA-Commissioner Adam Silver, später Nachfolger von David Stern, bekannt, dass die Milwaukee Bucks ihr veraltetes BMO Harris Bradley Center aufgrund seiner geringen Größe und fehlender Ausstattungsmerkmale ersetzen müssen. Das Team war noch bis zur Saison 2016/17 an den Standort und die NBA gebunden, die jedoch bekannt gab den Vertrag so nicht verlängern zu wollen. Da die Countys um Milwaukee Steuervorteile für den Bau einer neuen Arena ablehnten, kamen Gerüchte auf, dass Eigentümer Herb Kohl Anteile des Franchise oder das ganze Team verkaufen wollte. Seattle war einer der möglichen Interessenten.
Am 16. April 2014 wurde bekannt, dass Kohl das Franchise an die New Yorker Hedgefondsinvestoren Marc Lasry und Wesley Edens für insgesamt 550 Millionen US-Dollar verkauft hat. In dem Abkommen wurde zudem festgelegt, dass sowohl Kohl als auch die neuen Eigentümer jeweils 100 Millionen US-Dollar für den Bau einer neuen Arena aufbringen müssen. Während der Verkaufsverhandlungen wurde bekannt, dass Hansen und Ballmer Interesse über den Kauf des Team für 600 Millionen US-Dollar geäußert hatten, aber nie ein offizielles Angebot abgaben, da Kohl darauf bestand, das Franchise in seiner Heimatstadt Milwaukee zu halten. Mit der Fertigstellung des Fiserv Forum im Jahr 2018 ist das Hallenproblem Milwaukees mittlerweile gelöst worden und die Zukunft dieses Standorts vorerst gesichert.

### Atlanta Hawks

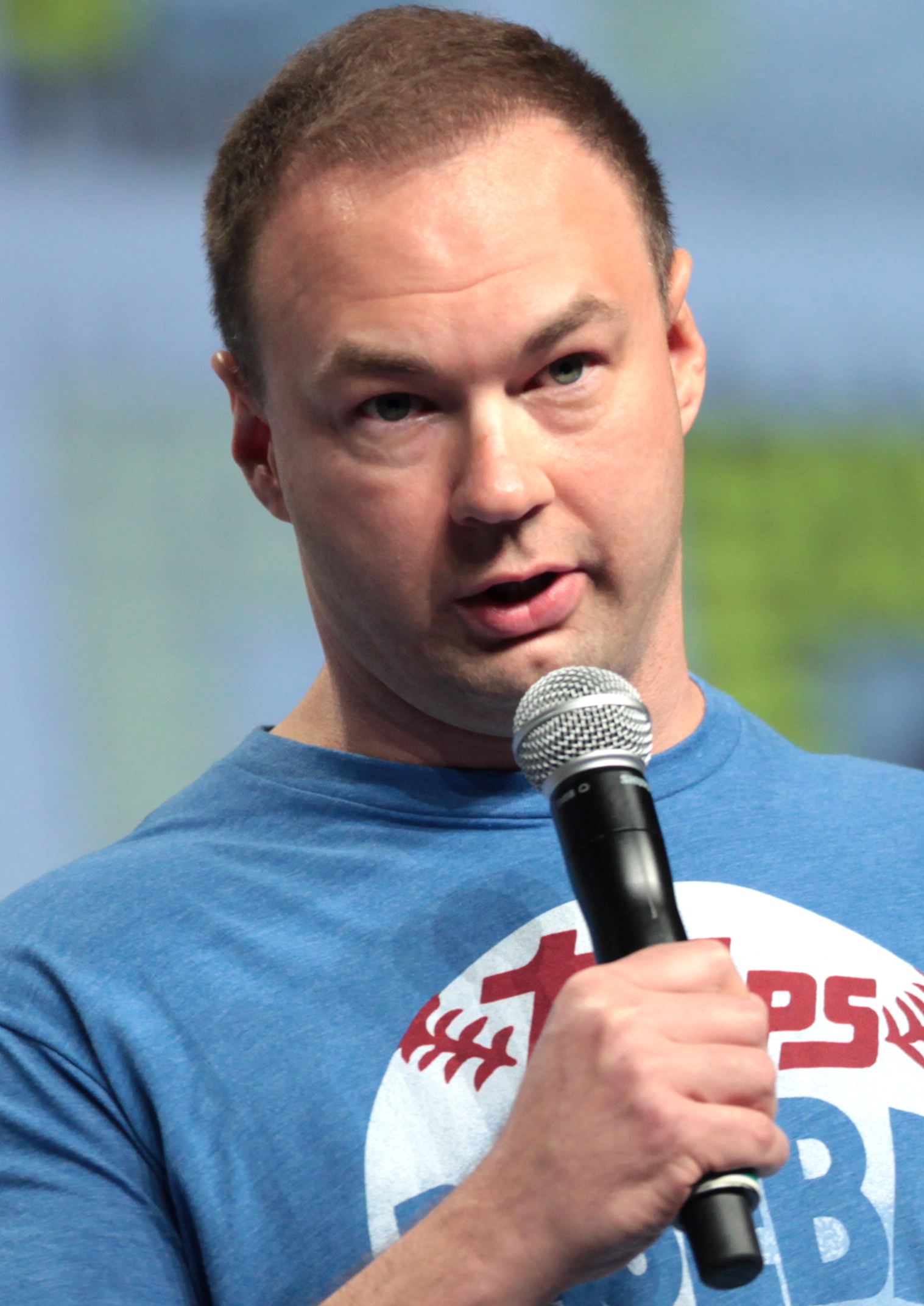
Thomas Tull, 2014

Am 2. Januar 2015 schrieb die Zeitung Atlanta Journal-Constitution, dass die Eigentümergesellschaft der Atlanta Hawks das Franchise zum Verkauf anbietet. Zu Beginn bot nur der Unternehmer und Mehrheitseigner Bruce Levenson seinen Anteil zum Verkauf an; später folgten jedoch auch die weiteren Anteilseigner. Am 6. Januar berichtete der Seattle Post-Intelligencer, dass Chris Hansen und der Filmproduzent Thomas Tull (Anteilseigner des NFL-Teams Pittsburgh Steelers) jeweils ein Angebot für den Kauf der Hawks abgeben wollen, um das Franchise nach Seattle zu holen. Die NBA bestand jedoch darauf, dass die Hawks nach einem Verkauf in Atlanta bleiben müssten. Hinzu kam eine mögliche Vertragsstrafe von 75 Millionen US-Dollar der Stadt Atlanta und dem Fulton County, sollte der Vertrag der Philips Arena vor dem Jahr 2017 gekündigt werden. Die Hawks wurden im Juni desselben Jahres an eine Gruppe von Investoren, unter der Führung vom Apollo-Global-Management-Gründer Tony Ressler, verkauft.

### Gespräche über eine neue Arena
Am 2. Mai 2016 stimmte der Stadtrat Seattle überraschenderweise mit 5:4 gegen die Räumung eines Grundstücks an der Occidental Avenue South im Stadtteil SoDo, welches eine Verbindung zu dem Grundstück Hansens ermöglicht hätte und somit wichtig für einen möglichen Arenaneubau ist. Die Abstimmung wurde als bedeutsamer Rückschritt für das Memorandum of Understanding zwischen Hansen, der Stadt und King County wahrgenommen, das im November 2017 ausläuft. Im Oktober 2016 gab Chris Hansen bekannt, ohne öffentliche Mittel die Arena finanzieren zu wollen. Am 14. November verkündete Russell Wilson, Quarterback der Seattle Seahawks, sich an den Bemühungen um eine neue Arena zu beteiligen. Im Februar 2017 reichte die Gruppe um Hansen einen neuen Vorschlag zur Räumung des möglichen Gebiets beim örtlichen Verkehrsamt ein. Trotz der Blockadehaltung der Stadt und der zwischenzeitlich beschlossenen Renovierung der KeyArena kämpft das Team um Hansen auch 2019 weiterhin für den Bau einer Sonics-Arena in SoDo, wofür Hansen mittlerweile weiteres Land am geplanten Standort gekauft hat.

### Renovierungsarbeiten an der KeyArena

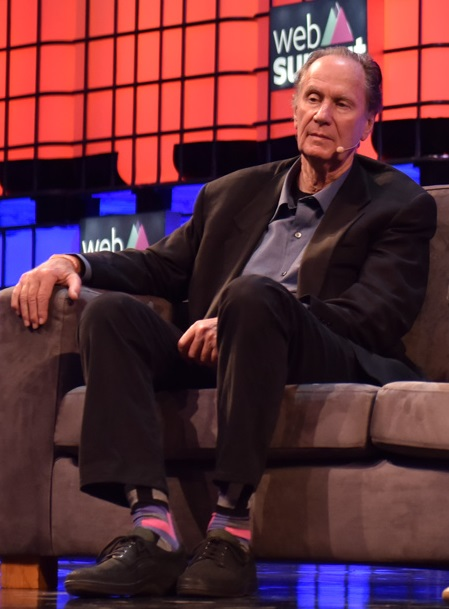
David Bonderman, 2016
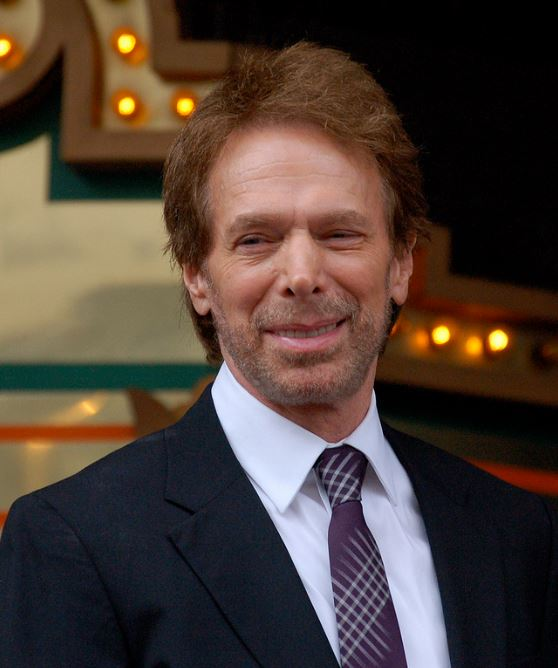
Jerry Bruckheimer, 2013

Während der Gespräche über den Bau einer neuen Arena gab es auch Pläne einer anderen Investorengruppe über die Renovierung der KeyArena. Im Mai 2017 wurden zwei alternative Vorschläge zum Umbau der alten Arena durch die Anschutz Entertainment Group und die Oak View Group vorgestellt. Manager verschiedener NBA- und NHL-Teams unterstützen das Vorhaben eines Umbaus. Am 4. Dezember 2017, einen Tag nach dem Auslaufen des Deals mit dem SoDo-Investor Chris Hansen, stimmte der Stadtrat von Seattle mit 7 zu 1 für die Renovierung der KeyArena durch die Oak View Group, wobei eine Person an diesem Tag nicht zur Abstimmung zur Verfügung stand. Während bei der Renovierung ein Hauptaugenmerk auf die Ausstattung einer neuen Expansionsmannschaft für die National Hockey League (NHL) gelegt wird, ist das Interesse an der Wiederbelebung der SuperSonics weiterhin vorhanden. Hansen und seine Mitinvestoren sind immer noch der Meinung, dass eine neue Arena als Back-up-Plan für die Zukunft der SuperSonics in Betracht gezogen werden sollte, sie unterstützen aber die Renovierung, um damit auch ein mögliches NBA-Team zu akquirieren. Die Renovierung der KeyArena soll im Laufe des Jahres 2018 beginnen, wobei die Renovierung bis 2020 abgeschlossen sein soll, bevor die kommenden Saisons in der NBA und der NHL beginnen. Die Investorengruppe Oak View Group um den Milliardär David Bonderman und den Filmproduzenten Jerry Bruckheimer reichte am 13. Februar 2018 bei der NHL einen offiziellen Antrag für die Gründung eines Expansionsteams ein. Die Kosten für die Renovierung der KeyArena sollen 600 Millionen US-Dollar betragen. Der Kauf der Rechte für ein NHL-Team ist mit 650 Millionen US-Dollar veranschlagt.

## Trikots

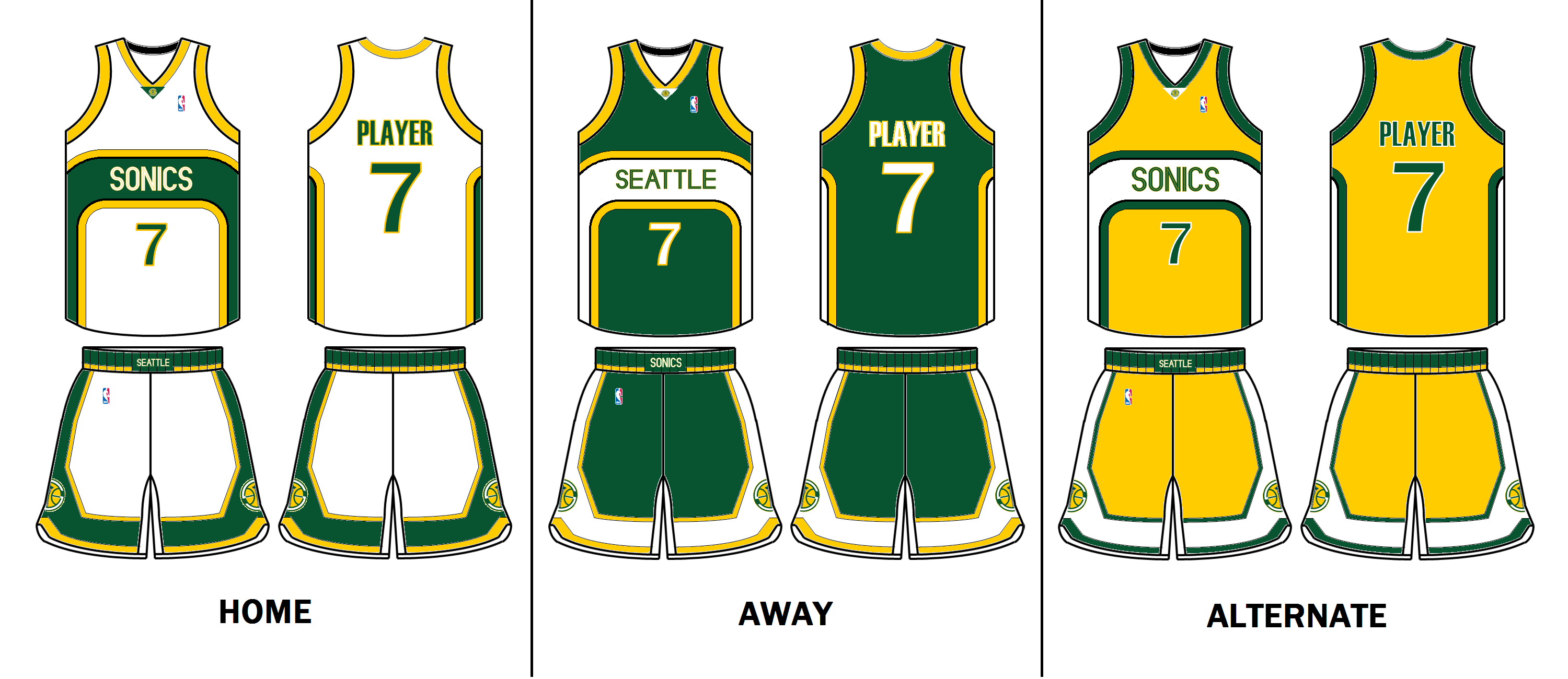
Die letzte Iteration der Trikots.

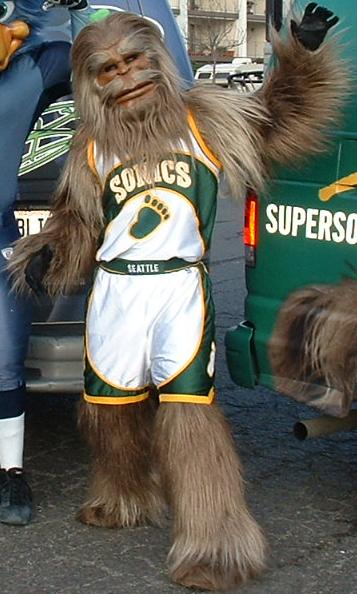
Das Team-Maskottchen Squatch (1993–2008) trägt das Heimtrikot der Sonics aus dem Jahr 2005.

Die ersten Trikots der Seattle SuperSonics hatten das Wort „Sonics“ in derselben Schriftart wie die Cincinnati Royals (jetzt Sacramento Kings) auf der Brust stehen. Die Auswärtstrikots waren grün und besaßen gelbe Buchstaben, während die Heimtrikots weiß waren und die Buchstaben grün. Im Jahr 1995 kamen die Farben rot und orange hinzu, gelbe Elemente wurden entfernt. Diese Trikots wurden für sechs Spielzeiten genutzt. Sie zeigte ein neues Sonics-Logo auf der Vorderseite und ein alternatives auf den Hosen. Die Heimtrikots hatten grüne Streifen auf der rechten Seite sowie auf den Hosen, während das grüne Auswärtstrikot ein rotes Streifenmuster besaß.
Die letzte Version der Trikots wurde zwischen der Saison 2001/02 und 2007/08 getragen. Sie wurden vom Franchise-Eigentümer Howard Schultz in Auftrag gegeben und von der Seattler Designagentur Hornall Anderson, Teil der Omnicom-Gruppe, entworfen. Die Heimtrikots waren weiß mit einem grünen und goldenen Rand sowie dem Wort „SONICS“ auf der Brust. Die Auswärtstrikot hatten als Primärfarbe dunkelgrün und besaßen weiß/goldene Akzente sowie den Schriftzug „SEATTLE“ auf der Brust. Die dritten alternativen Trikots waren golden mit grünen und weißen Rändern und hatten das Wort „SONICS“ auf der Brust. Diese Trikots waren in Anlehnung an die Trikots zwischen den Saisons 1975/76 und 1994/95 entworfen wurden, die einen ähnlichen Stil besaßen.

## Rivalitäten
Die größten Rivalen der SuperSonics waren aufgrund der örtlichen Nähe die Portland Trail Blazers. Der Spitzname für das Verhältnis der beiden Teams war die I-5-Rivalität (I-5 Rivalry), angelehnt an die Interstate 5, die beide Städte verbindet (Entfernung etwa 280 km). Die Rivalität war relativ ausgeglichen, beide Teams gewannen jeweils einen NBA-Titel. Insgesamt gewann Seattle 98 Spiele gegen Portland, während diese 94 für sich entscheiden konnten.
Weiterhin hatten die SuperSonics eine Rivalität mit den Los Angeles Lakers, insbesondere aufgrund der häufigen Paarung innerhalb der Pacific Division der Western Conference. Der anhaltende Erfolg der Lakers bedeutete, dass reguläre Saisonspiele oft über die Position in den Play-offs entschieden und beide so häufig dort gegeneinander spielten.

## Saisons
| NBA-Sieger (1967–2008) | Conference-Sieger (1971–2008) | Division-Sieger (1967–2008) | Play-off-Teilnahme (1967–2008) |

| Saison    | Conference | Conf. Platz. | Division  | Div. Platz. | Siege | Niederlagen | %-Siege | Games Behind | Play-offs | Auszeichnungen                       | Head Coach                              |
| --------- | ---------- | ------------ | --------- | ----------- | ----- | ----------- | ------- | ------------ | --- | ------------------------------------ | --------------------------------------- |
| 1967/68   | —          | —            | Western   | 5.          | 23    | 59          | 28 %    | 33           | — | —                                    | Al Bianchi                              |
| 1968/69   | —          | —            | Western   | 6.          | 30    | 52          | 36,6 %  | 25           | — | —                                    | Al Bianchi                              |
| 1969/70   | —          | —            | Western   | 5.          | 36    | 46          | 43,9 %  | 12           | — | —                                    | Lenny Wilkens                           |
| 1970/71   | Western    | 8.           | Pacific   | 4.          | 38    | 44          | 46,3 %  | 10           | — | Lenny Wilkens (AMVP)                 | Lenny Wilkens                           |
| 1971/72   | Western    | 6.           | Pacific   | 3.          | 47    | 35          | 53,7 %  | 22           | — | —                                    | Lenny Wilkens                           |
| 1972/73   | Western    | 8.           | Pacific   | 4.          | 26    | 56          | 31,7 %  | 34           | — | —                                    | Tom Nissalke Bucky Buckwalter           |
| 1973/74   | Western    | 6.           | Pacific   | 3.          | 36    | 46          | 43,9 %  | 11           | — | —                                    | Bill Russell                            |
| 1974/75   | Western    | 4.           | Pacific   | 2.          | 43    | 39          | 52,4 %  | 5            | 1. Runde: 2:1 vs. Detroit Pistons Conference-Halbfinale: 2:4 vs. Golden State Warriors                                                                                  | —                                    | Bill Russell                            |
| 1975/76   | Western    | 3.           | Pacific   | 2.          | 43    | 39          | 52,4 %  | 16           | Conference-Halbfinale: 2:4 vs. Phoenix Suns | Slick Watts (JWKC)                   | Bill Russell                            |
| 1976/77   | Western    | 7.           | Pacific   | 4.          | 40    | 42          | 48,8 %  | 13           | — | —                                    | Bill Russell                            |
| 1977/78   | Western    | 4.           | Pacific   | 3.          | 47    | 35          | 54,9 %  | 11           | 1. Runde: 2:1 vs. Los Angeles Lakers Conference-Halbfinale: 4:2 vs. Portland Trail Blazers Conference-Finale: 4:2 vs. Denver Nuggets NBA-Finale: 3:4 Washington Bullets | —                                    | Bob Hopkins Lenny Wilkens               |
| 1978/79   | Western    | 1.           | Pacific   | 1.          | 52    | 30          | 63,4 %  | —            | Conference-Halbfinale: 4:1 vs. Los Angeles Lakers Conference-Finale: 4:3 vs. Phoenix Suns NBA-Finale: 4:1 Washington Bullets                                            | Dennis Johnson (FMVP)                | Lenny Wilkens                           |
| 1979/80   | Western    | 3.           | Pacific   | 2.          | 56    | 26          | 68,3 %  | 4            | 1. Runde: 2:1 vs. Portland Trail Blazers Conference-Halbfinale: 4:3 vs. Milwaukee Bucks Conference-Finale: 1:4 vs. Los Angeles Lakers                                   | —                                    | Lenny Wilkens                           |
| 1980/81   | Western    | 10.          | Pacific   | 6.          | 34    | 48          | 41,5 %  | 23           | — | —                                    | Lenny Wilkens                           |
| 1981/82   | Western    | 3.           | Pacific   | 2.          | 52    | 30          | 63,4 %  | 5            | 1. Runde: 2:1 vs. Houston Rockets Conference-Halbfinale: 1:4 vs. San Antonio Spurs                                                                                      | —                                    | Lenny Wilkens                           |
| 1982/83   | Western    | 4.           | Pacific   | 3.          | 48    | 34          | 58,5 %  | 10           | 1. Runde: 0:2 vs. Portland Trail Blazers | Zollie Volchok (EOY)                 | Lenny Wilkens                           |
| 1983/84   | Western    | 5.           | Pacific   | 3.          | 42    | 40          | 51,2 %  | 12           | 1. Runde: 2:3 vs. Dallas Mavericks | —                                    | Lenny Wilkens                           |
| 1984/85   | Western    | 10.          | Pacific   | 4.          | 31    | 51          | 37,8 %  | 31           | — | —                                    | Lenny Wilkens                           |
| 1985/86   | Western    | 11.          | Pacific   | 5.          | 31    | 51          | 37,8 %  | 31           | — | —                                    | Bernie Bickerstaff                      |
| 1986/87   | Western    | 7.           | Pacific   | 4.          | 39    | 43          | 47,6 %  | 26           | 1. Runde: 3:1 vs. Dallas Mavericks Conference-Halbfinale: 4:2 vs. Houston Rockets Conference-Finale: 0:4 vs. Los Angeles Lakers                                         | Tom Chambers (AMVP) Dale Ellis (MIP) | Bernie Bickerstaff                      |
| 1987/88   | Western    | 7.           | Pacific   | 3.          | 44    | 38          | 53,7 %  | 18           | 1. Runde: 2:3 vs. Denver Nuggets | —                                    | Bernie Bickerstaff                      |
| 1988/89   | Western    | 4.           | Pacific   | 3.          | 47    | 35          | 57,3 %  | 10           | 1. Runde: 3:1 vs. Houston Rockets Conference-Halbfinale: 0:4 vs. Los Angeles Lakers                                                                                     | —                                    | Bernie Bickerstaff                      |
| 1989/90   | Western    | 9.           | Pacific   | 4.          | 41    | 41          | 50 %    | 22           | — | —                                    | Bernie Bickerstaff                      |
| 1990/91   | Western    | 8.           | Pacific   | 5.          | 41    | 41          | 50 %    | 22           | 1. Runde: 2:3 vs. Portland Trail Blazers | —                                    | K. C. Jones                             |
| 1991/92   | Western    | 6.           | Pacific   | 4.          | 47    | 35          | 57,3 %  | 10           | 1. Runde: 3:1 vs. Golden State Warriors Conference-Halbfinale: 1:4 vs. Utah Jazz                                                                                        | —                                    | K. C. Jones Bob Kloppenburg George Karl |
| 1992/93   | Western    | 3.           | Pacific   | 2.          | 55    | 27          | 67,1 %  | 7            | 1. Runde: 3:2 vs. Utah Jazz Conference-Halbfinale: 4:3 vs. Houston Rockets Conference-Finale: 3:4 vs. Phoenix Suns                                                      | —                                    | George Karl                             |
| 1993/94   | Western    | 1.           | Pacific   | 1.          | 63    | 19          | 76,8 %  | —            | 1. Runde: 2:3 vs. Denver Nuggets | Bob Whitsitt (EOY)                   | George Karl                             |
| 1994/95   | Western    | 4.           | Pacific   | 2.          | 57    | 25          | 69,5 %  | 2            | 1. Runde: 1:3 vs. Los Angeles Lakers | —                                    | George Karl                             |
| 1995/96   | Western    | 1.           | Pacific   | 1.          | 64    | 18          | 78 %    | —            | 1. Runde: 3:1 vs. Sacramento Kings Conference-Halbfinale: 4:0 vs. Houston Rockets Conference-Finale: 4:3 vs. Utah Jazz NBA-Finale: 2:4 Chicago Bulls                    | Gary Payton (DPOY)                   | George Karl                             |
| 1996/97   | Western    | 2.           | Pacific   | 1.          | 57    | 25          | 69,5 %  | —            | 1. Runde: 3:2 vs. Phoenix Suns Conference-Halbfinale: 3:4 vs. Houston Rockets                                                                                           | —                                    | George Karl                             |
| 1997/98   | Western    | 2.           | Pacific   | 1.          | 61    | 21          | 74,4 %  | —            | 1. Runde: 3:2 vs. Minnesota Timberwolves Conference-Halbfinale: 1:4 vs. Los Angeles Lakers                                                                              | —                                    | George Karl                             |
| 1998/99   | Western    | 9.           | Pacific   | 5.          | 25    | 25          | 50 %    | 10           | — | —                                    | Paul Westphal                           |
| 1999/2000 | Western    | 4.           | Pacific   | 4.          | 45    | 37          | 54,9 %  | 22           | 1. Runde: 2:3 vs. Utah Jazz | —                                    | Paul Westphal                           |
| 2000/01   | Western    | 10.          | Pacific   | 5.          | 44    | 38          | 53,7 %  | 12           | — | —                                    | Paul Westphal Nate McMillan             |
| 2001/02   | Western    | 7.           | Pacific   | 4.          | 45    | 37          | 54,9 %  | 16           | 1. Runde: 2:3 vs. San Antonio Spurs | —                                    | Nate McMillan                           |
| 2002/03   | Western    | 10.          | Pacific   | 5.          | 40    | 42          | 48,8 %  | 19           | — | —                                    | Nate McMillan                           |
| 2003/04   | Western    | 12.          | Pacific   | 5.          | 37    | 45          | 45,1 %  | 19           | — | —                                    | Nate McMillan                           |
| 2004/05   | Western    | 3.           | Northwest | 1.          | 52    | 30          | 63,4 %  | —            | 1. Runde: 4:1 vs. Sacramento Kings Conference-Halbfinale: 2:4 vs. San Antonio Spurs                                                                                     | —                                    | Nate McMillan                           |
| 2005/06   | Western    | 11.          | Northwest | 3.          | 35    | 47          | 42,7 %  | 9            | — | —                                    | Bob Weiss Bob Hill                      |
| 2006/07   | Western    | 14.          | Northwest | 5.          | 31    | 51          | 37,8 %  | 20           | — | —                                    | Bob Hill                                |
| 2007/08   | Western    | 15.          | Northwest | 5.          | 20    | 62          | 24,4 %  | 35           | — | Kevin Durant (ROY)                   | P. J. Carlesimo                         |

Anmerkungen
1. ↑  
Die Saison begann aufgrund eines Lockouts erst im Februar 1999 und alle Teams hatten nur 50 Spiele.

### Gesamtstatistik
| Statistik                   | Siege | Niederlagen | %-Siege |
| --------------------------- | ----- | ----------- | ------- |
| Reguläre Saison (1967–2008) | 1.745 | 1.585       | 52,4 %  |
| Play-offs (1967–2008)       | 107   | 110         | 49,3 %  |
| Zusammengefasst (1967–2008) | 1.852 | 1.695       | 52,2 %  |

## Spieler

### Nicht mehr vergebene Trikotnummern
| Nicht mehr vergebene Trikotnummern | Nicht mehr vergebene Trikotnummern | Nicht mehr vergebene Trikotnummern | Nicht mehr vergebene Trikotnummern |
| Nr.                                | Spieler                            | Position                           | Spielzeit                          |
| ---------------------------------- | ---------------------------------- | ---------------------------------- | ---------------------------------- |
| 1                                  | Gus Williams                       | Guard                              | 1977–1984                          |
| 10                                 | Nate McMillan                      | Guard                              | 1986–19981                         |
| 19                                 | Lenny Wilkens                      | Guard                              | 1968–19722                         |
| 24                                 | Spencer Haywood                    | Forward                            | 1971–1975                          |
| 32                                 | Fred Brown                         | Guard                              | 1971–1984                          |
| 43                                 | Jack Sikma                         | Center                             | 1977–1986                          |

Anmerkungen
1 Zudem Head Coach von 2000 bis 2005.
2 Zudem Head Coach von 1969–1972 und 1977–1985.

### Mitglieder der Basketball Hall of Fame
| SuperSonics-Spieler und -Trainer in der Hall of Fame | SuperSonics-Spieler und -Trainer in der Hall of Fame | SuperSonics-Spieler und -Trainer in der Hall of Fame | SuperSonics-Spieler und -Trainer in der Hall of Fame | SuperSonics-Spieler und -Trainer in der Hall of Fame |
| Spieler                                              | Spieler                                              | Spieler                                              | Spieler                                              | Spieler                                              |
| Nr.                                                  | Name                                                 | Position                                             | Spielzeit                                            | Aufnahme                                             |
| ---------------------------------------------------- | ---------------------------------------------------- | ---------------------------------------------------- | ---------------------------------------------------- | ---------------------------------------------------- |
| 19                                                   | Lenny Wilkens1                                       | G                                                    | 1968–1972                                            | 1989                                                 |
| 44                                                   | David Thompson                                       | F/G                                                  | 1982–1984                                            | 1996                                                 |
| 33                                                   | Patrick Ewing2                                       | C                                                    | 2000–2001                                            | 2008                                                 |
| 24                                                   | Dennis Johnson3                                      | G                                                    | 1976–1980                                            | 2010                                                 |
| 2 20                                                 | Gary Payton                                          | G                                                    | 1990–2003                                            | 2013                                                 |
| 30                                                   | Šarūnas Marčiulionis                                 | G                                                    | 1994–1995                                            | 2014                                                 |
| 24                                                   | Spencer Haywood                                      | F/C                                                  | 1970–1975                                            | 2015                                                 |
| Trainer                                              |                                                      |                                                      |                                                      |                                                      |
| Nr.                                                  | Name                                                 | Position                                             | Zeitraum                                             | Aufnahme                                             |
| —                                                    | Bill Russell4                                        | Head Coach                                           | 1973–1977                                            | 1975                                                 |
| —                                                    | K. C. Jones4                                         | Head Coach                                           | 1990–1992                                            | 1989                                                 |
| —                                                    | Lenny Wilkens1                                       | Head Coach                                           | 1969–1972 1977–1985                                  | 1998                                                 |

Anmerkungen
1 Insgesamt wurde Wilkens dreimal in die Hall of Fame aufgenommen – als Spieler, Trainer und Mitglied der US-amerikanischen Olympiamannschaft 1992.
2 Insgesamt wurde Ewing zweimal in die Hall of Fame aufgenommen – als Spieler und Mitglied der US-amerikanischen Olympiamannschaft 1992.
3 Postum aufgenommen.
4 Als Spieler aufgenommen, spielte jedoch nie für die SuperSonics.

### Mitglieder der FIBA Hall of Fame
| SuperSonics-Spieler in der FIBA Hall of Fame | SuperSonics-Spieler in der FIBA Hall of Fame | SuperSonics-Spieler in der FIBA Hall of Fame | SuperSonics-Spieler in der FIBA Hall of Fame | SuperSonics-Spieler in der FIBA Hall of Fame |
| Spieler                                      | Spieler                                      | Spieler                                      | Spieler                                      | Spieler                                      |
| Nr.                                          | Name                                         | Position                                     | Spielzeit                                    | Aufnahme                                     |
| -------------------------------------------- | -------------------------------------------- | -------------------------------------------- | -------------------------------------------- | -------------------------------------------- |
| 30                                           | Šarūnas Marčiulionis                         | G                                            | 1994–1995                                    | 2015                                         |

## Trainer
| Historie der Head Coaches |           |
| Name                      | Zeitraum  |
| Al Bianchi                | 1967–1969 |
| Lenny Wilkens             | 1969–1972 |
| Tom Nissalke              | 1972–1973 |
| Bucky Buckwalter          | 1972–1973 |
| Bill Russell              | 1973–1977 |
| Bob Hopkins               | 1977      |
| Lenny Wilkens             | 1977–1985 |
| Bernie Bickerstaff        | 1985–1990 |
| K. C. Jones               | 1990–1992 |
| Bob Kloppenburg           | 1991      |
| George Karl               | 1991–1998 |
| Paul Westphal             | 1998–2000 |
| Nate McMillan             | 2000–2005 |
| Bob Weiss                 | 2005      |
| Bob Hill                  | 2006–2007 |
| P. J. Carlesimo           | 2007–2008 |

## General Manager
| Historie der General Manager | Historie der General Manager |
| Name                         | Zeitraum                     |
| ---------------------------- | ---------------------------- |
| Don Richman                  | 1967–1968                    |
| Dick Vertlieb                | 1968–1970                    |
| Bob Houbregs                 | 1970–1973                    |
| Bill Russell                 | 1973–1977                    |
| Zollie Volchok               | 1977–1983                    |
| Les Habegger                 | 1983–1985                    |
| Lenny Wilkens                | 1985–1986                    |
| Bob Whitsitt                 | 1986–1994                    |
| Wally Walker                 | 1994–2001                    |
| Rick Sund                    | 2001–2007                    |
| Sam Presti                   | 2007–2008                    |